# Plaza de toros de Olot
La plaza de toros de Olot, se encuentra en el municipio gerundense de Olot. Data del año 1859, siendo así la más antigua de todo el territorio catalán y la segunda más antigua de España. Cabe destacar que se encuentra en el pie de un volcán. De hecho, la piedra con la que se construyó, es piedra volcánica.

## Historia del coso
El primer enfrentamiento en Olot entre un hombre y un toro se remonta al 1636, y fue protagonizado por una compañía de soldados que guarecían la frontera en los enfrentamientos entre la monarquía española y la francesa. 
Tras la primera narración de un espectáculo taurino municipal en 1748, la mayoría de festividades que se celebraban en el municipio fueron incorporando este tipo de espectáculos (entre otras, el 1750 en motivo de la colocación de la primera piedra de la iglesia parroquial, el 1778 en motivo de las fiestas de la patrona de la ciudad).
La primera plaza de toros del municipio la encontramos aludida en el diccionario geográfico-estadístico de Pascual Madoz (1849), si bien la demanda de localidades y las necesidades de la población impulsaron a Esteve Paluzie, junto con un grupo de personas, a 
construir una nueva plaza de toros.
Para la construcción de la plaza, ubicada en un solar de 2187 m² y con un aforo de tres mil personas, se utilizó piedra balsáltica, hecho que le otorgó un color negro-rojizo muy particular. En 1859 se realizó la inauguración de la misma, siendo José Blay "El Chato" quien toreó aquel primer día. Posteriormente, en 1893, fueron construidos los palcos. 
Los espectáculos taurinos continuaron formando parte de la oferta cultural del municipio, y únicamente se vieron afectados a mitad del siglo XIX con motivo de las guerras carlista, que exigió su rehabilitación. 
La exigencia periódica de rehabilitación de las instalaciones a causa del tiempo y de los materiales utilizados implicó que, en 1890, los accionistas traspasaran el control de la plaza al ayuntamiento a perpetuidad, a cambio del respeto de los derechos de los accionistas.
Han pasado por esta plaza toreros de renombre como Manuel Díaz "El Cordobés", José Ortega Cano o Jesulín de Ubrique.

## Prohibiciones de festejos
Durante el año 2000, el ayuntamiento de Olot prohibió las corridas de toros en el municipio; acuerdo que fue declarado nulo por parte del Tribunal Superior de Justicia de Cataluña en el año 2003.
En 2004, el pleno del ayuntamiento declaró Olot "villa antitaurina", aun sabiendo que dicha declaración no tendría efectos jurídicos debido a la falta de competencias del municipio sobre las corridas de toros, como declaró el entonces alcalde Lluís Sacrest.
A pesar de ello, el consistorio siguió poniendo impedimentos a la hora de autorizar espectáculos taurinos en dicho sitio, hasta que se prohibió definitivamente a raíz de la ley promulgada por el Parlamento de Cataluña en 2010 que prohibía la realización de corridas de toros en todo el territorio catalán, sin embargo el Tribunal Constitucional tumbo dicha prohibición en el año 2013.

## Iniciativas para revertir la prohibición
En enero de 2017, tras la sentencia del Tribunal Constitucional que anuló la prohibición de las corridas de toros en Cataluña, una iniciativa de la Fundación del Toro de Lidia y el torero local Abel Robles, apoyada por la Penya Taurina de la Garrotxa, la Federación de Entidades Taurinas de Cataluña, la Escola Taurina de Catalunya, y la Associació de Criadors de Brau de les Terres de l’Ebre pretendió que pudieran volver a celebrarse festejos taurinos en la localidad.
Esta iniciativa se desarrolló mediante el registro de una solicitud al ayuntamiento municipal para la realización de un festejo taurino, que fue rechazada por el ayuntamiento de Olot.
Con posterioridad, la Fundación del Toro de Lidia interpuso un recurso de reposición que, actualmente se encuentra pendiente de resolución.